# گل ماه مه
 گل ماه مه  (نام علمی: Cattleya trianae) یا ارکیده کریسمس (به انگلیسی: Christmas Orchid) نام یک گونه از تیرهٔ ثعلبیان است. این گونه در ارتفاع ۱٬۵۰۰ تا ۲٬۰۰۰ متری از سطح دریا می‌روید.
گل ماه مه از سال ۱۹۳۶ میلادی به عنوان گل ملی کشور کلمبیا انتخاب شده‌است.